# Полой (приток Старицы)
Полой — река в России, протекает по Тобольскому и Вагайскому районам Тюменской области. Устье реки находится в 4 км по правому берегу реки Старица. Длина реки составляет 13 км.

## Данные водного реестра
По данным государственного водного реестра России относится к Иртышскому бассейновому округу, водохозяйственный участок реки — Иртыш от впадения реки Ишим до впадения реки Тобол, речной подбассейн реки — бассейны притоков Иртыша от Ишима до Тобола. Речной бассейн реки — Иртыш.
Код объекта в государственном водном реестре — 14010400112115300012953.